# Selección femenina de baloncesto de Portugal
La Selección femenina de baloncesto de Portugal es un equipo formado por jugadoras de nacionalidad portuguesa que representa a Portugal en las competiciones internacionales organizadas por la Federación Internacional de Baloncesto (FIBA) o el Comité Olímpico Internacional (COI): los Juegos Olímpicos y Campeonato mundial de baloncesto especialmente.

## Resultados
En 2025 jugó el Campeonato Europeo de Baloncesto Femenino de 2025, en el que finalizó en 12ª posición, siendo este su primer torneo importante.

## Jugadoras importantes
Tina Penicheiro
- Datos: Q11834328